# Lycosa maya
Lycosa maya este o specie de păianjeni din genul Lycosa, familia Lycosidae, descrisă de Chamberlin în anul 1925. Conform Catalogue of Life specia Lycosa maya nu are subspecii cunoscute.